# 水沟圣安德肋堂
40°40′48″N 14°45′21″E / 40.67988°N 14.75574°E

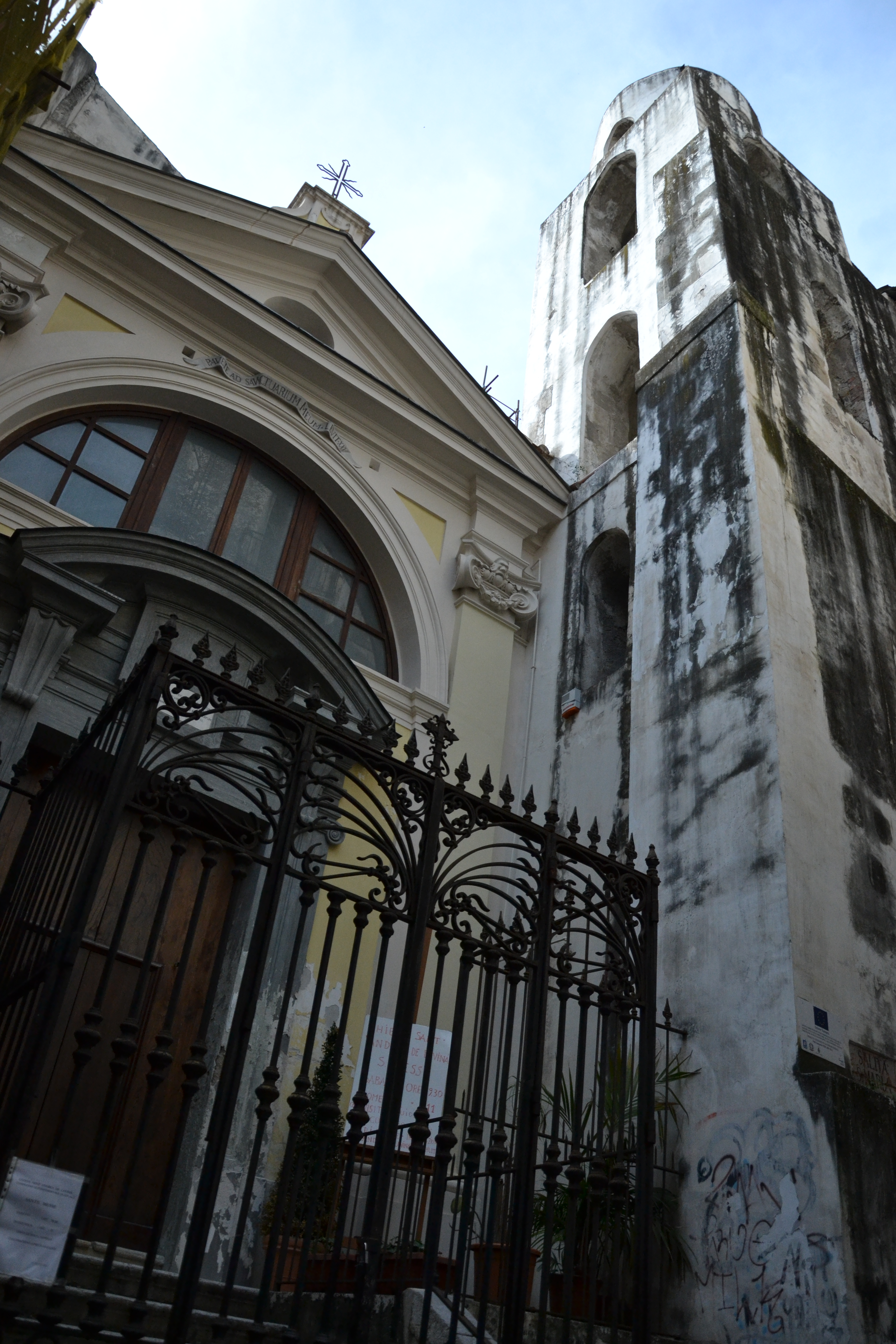

水沟圣安德肋堂（Chiesa di Sant'Andrea de Lavina）或della Lama是一座古老的罗马天主教教堂，位于意大利南部坎帕尼亚大区城市萨莱诺，最迟建于9世纪.。

## 历史
该堂得名于“废水沟”（Lavina），现在仍在教堂前的道路下面流淌。832年，萨勒诺公爵征服阿马尔菲，将居民驱逐到萨莱诺的Fornelle区，这些囚犯后来在一个古罗马建筑的废墟上建立一个供奉自己主保圣人的教堂。
该堂现在面向东方，但至少在16世纪末以前曾经向西。